# César Santin
César Santin (né le 24 février 1981 à Porto Alegre) est un joueur de football brésilien évoluant à l'APOEL Nicosie au poste d'attaquant.

## Carrière
- 2001-2001 : EC São José  Brésil
- 2002-2002 : Grêmio Porto Alegre  Brésil
- 2003-2003 : EC Vitória  Brésil
- 2004-2004 : EC São José  Brésil
- 2004-2008 : Kalmar FF  Suède
- 2008-déc. 2013 : FC Copenhague  Danemark
- depuis jan. 2014 : APOEL Nicosie  Chypre

## Palmarès

### Club
- Avec EC Vitória :
  - Champion de Bahia en 2003.

- Avec Kalmar FF :
  - Champion de Suède en 2008.
  - Vainqueur de la Coupe de Suède en 2007.

- Avec FC Copenhague :
  - Champion du Danemark en 2009, 2010, 2011 et 2013.
  - Vainqueur de la Coupe du Danemark en 2009.

- Avec l'APOEL Nicosie :
  - Championnat de Chypre en 2014.
  - Vainqueur de la Coupe de Chypre en 2014.